# الديمة (شبوة)
الديمة هي إحدى قرى الجمهورية اليمنية. وهي تتبع جغرافيًا لمحافظة شبوة. وإداريًا لمديرية مرخة السفلى. يبلغ تعداد سكانها 961 نسمة حسب الإحصاء الذي جرى عام 2004.